# Dan Benjamin
 (décembre 2021).
Pour les articles homonymes, voir Benjamin.
Dan Benjamin (né le 26 octobre 1972) est un développeur de logiciels, un concepteur d'interfaces utilisateur, un écrivain et un podcasteur américain. Il est le fondateur de 5by5 et propriétaire de Bacon Method.
Benjamin est titulaire d'un baccalauréat d'art en rédaction technique avec une spécialisation en informatique de l'université du centre de la Floride.
En 2010, Benjamin a lancé 5by5 Studios, un site de production de podcasts qui produit dix-neuf émissions, dont plusieurs émissions co-animées telles que Back to Work avec Merlin Mann et The Ihnatko Almanac avec Andy Ihnatko. Sur la base de ses podcasts populaires, Benjamin a été appelé « le roi de la radio parlée Apple » par Philip Elmer-DeWitt de Fortune Magazine et CNN. Dans le passé, il a co-fondé Cork'd et Playgrounder, et a écrit le CMS derrière A List Apart. De plus, il a réalisé des screencasts éducatifs via PeepCode,. Benjamin est apparu à plusieurs reprises dans l'émission Strategy Room – Gadgets and Games de Fox News pour discuter de divers sujets.
En 2017, il sort fireside.fm, une plateforme pour podcasteurs. 